# Păișani, Gorj
Păișani este un sat în comuna Stoina din județul Gorj, Oltenia, România.

## Coordonate geografice
- 44° 40' 0" Nord
- 23° 38' 0" Est[1].

## Activități economice
- Agricultură
- Petrol (foraj - extracție gaze, țiței)
- Comerț[2]

## Obiectiv
- cetatea geto-dacică de la Păișani din perioada Hallstattului mijlociu  și Latene-ului geto-dacic[3]